# Suburbicon – Tiszta udvar, rendes ház
A Suburbicon – Tiszta udvar, rendes ház (eredeti cím: Suburbicon) 2017-es amerikai bűnügyi filmvígjáték George Clooney rendezésében. Forgatókönyvírói a Coen testvérek, Clooney és Grant Heslov. A főbb szerepekben Matt Damon, Julianne Moore, Noah Jupe és Oscar Isaac látható.
A film forgatása 2016 októberében kezdődött Los Angelesben. A filmet 2017. szeptember 2-án mutatták be a 74. Velencei Nemzetközi Filmfesztivál fő versenyprogramjában, majd a 2017-es Torontói Nemzetközi Filmfesztiválon is levetítették, mielőtt az Egyesült Államokban 2017. október 27-én a mozikba került volna. Általánosságban vegyes kritikákat kapott az értékelőktől, és bevételi szempontból megbukott, ugyanis 12 millió dollárt keresett a 25 millió dolláros költségvetésével szemben.

## Rövid történet
Miközben egy 1950-es évekbeli külvárosi közösség önpusztítása zajlik, egy betörés baljós következményekkel jár egy látszólag normális család számára.

## Szereplők
- Matt Damon – Gardner Lodge
- Julianne Moore – Rose (Gardner felesége) és Margaret, egypetéjű ikerpár nővérek
- Noah Jupe – Nicky Lodge, Gardner és Rose fia.
- Glenn Fleshler – Ira Sloan, a bérgyilkos.
- Alex Hassell – Louis, Sloan társa.
- Gary Basaraba – Mitch bácsi, Rose és Margaret testvére.
- Oscar Isaac – Bud Cooper, egy biztosítási kárrendezési nyomozó.
- Jack Conley – Hightower, a Rose halálát vizsgáló rendőr.
- Karimah Westbrook – Mrs. Mayers, a Suburbiconba költöző afroamerikai család tagja.
- Tony Espinosa – Andy Mayers, a Suburbiconba költöző afroamerikai család tagja
- Leith Burke – Mr. Mayers, a Suburbiconba költöző afro-amerikai család tagja
- Michael Cohen – Stretch, a Suburbicon dühös lakosa.
- Megan Ferguson – June, Suburbicon lakója.
- Richard Kind – John Sears (hangja)

## Megjelenés
A Paramount Pictures 2017. október 27-én mutatta be a filmet az Egyesült Államokban.
Médiakiadás
2018. január 23-án jelent meg Digital HD kiadásban, február 6-án pedig Blu-ray-en és DVD-n.

### Elismerések
| Díj                                  | Ünnepség időpontja  | kategória                                           | Címzettek                                                                  | Eredmény | Hiv.                 |
| ------------------------------------ | ------------------- | --------------------------------------------------- | -------------------------------------------------------------------------- | -------- | -------------------- |
| Londoni Filmkritikusok Köre          | 2018. január 28.    | Az év fiatal brit/ír előadója                       | Noah Jupe (Az igazi csoda és a HHhH – Himmler agyát Heydrichnek hívják is) | Jelölve  | [ 11 ]               |
| San Diegó-i Filmkritikusok Társasága | 2017. december 11.  | Legjobb férfi mellékszereplő                        | Oscar Isaac                                                                | Jelölve  | [ 12 ]               |
| Velencei Nemzetközi Filmfesztivál    | 2017. szeptember 9. | Arany Oroszlán díj                                  | George Clooney                                                             | Jelölve  | [ 13 ] [ 14 ] [ 15 ] |
| Velencei Nemzetközi Filmfesztivál    | 2017. szeptember 9. | Green Drop-díj                                      | George Clooney                                                             | Jelölve  | [ 13 ] [ 14 ] [ 15 ] |
| Velencei Nemzetközi Filmfesztivál    | 2017. szeptember 9. | Fondazione Mimmo Rotella-díj                        | George Clooney                                                             | Elnyerte | [ 13 ] [ 14 ] [ 15 ] |
| Velencei Nemzetközi Filmfesztivál    | 2017. szeptember 9. | Fragiacomo-díj                                      | George Clooney                                                             | Elnyerte | [ 13 ] [ 14 ] [ 15 ] |
| Velencei Nemzetközi Filmfesztivál    | 2017. szeptember 9. | Franca Sozzani-díj                                  | Julianne Moore                                                             | Elnyerte | [ 13 ] [ 14 ] [ 15 ] |
| Szaturnusz-díj                       | 2018. június 27.    | Legjobb thriller film                               | Suburbicon                                                                 | Jelölve  | [ 16 ]               |
| Young Artist Award                   | 2018. július 14.    | Legjobb játékfilmes alakítás – tizenéves főszereplő | Noah Jupe                                                                  | Jelölve  | [ 17 ]               |